# Joseph Nicolaus Torner

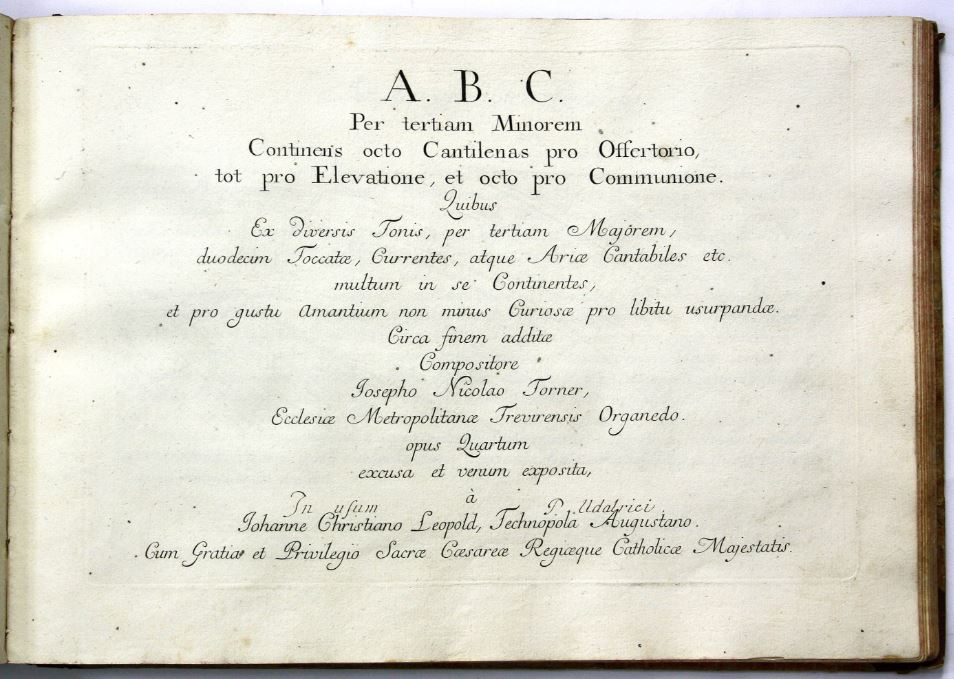
Vorwort zu A.B.C. per tertiam minorem, Druck aus dem Jahr 1735

Joseph Nicolaus Andreas Torner, auch Tourner, Tornerr, Dorner oder Tournell (* um 1700 vermutlich in Luxemburg; † 8. Mai 1762 in Trier), war ein deutscher Organist und Komponist des 18. Jahrhunderts. Ab dem Jahr 1724 ist seine Tätigkeit als Domorganist am Trierer Dom nachgewiesen.

## Leben
Joseph Nicolaus Torner wurde um 1700 „im Luxemburgischen“ geboren. Über seine Herkunftsfamilie, seinen genauen Geburtsort und seine Ausbildung ist bisher nichts bekannt.
Anlässlich der Taufe eines Sohnes wird Torner erstmals im Jahr 1724 als Organist am Trierer Dom in einem Kirchenbucheintrag erwähnt, wo er als „expertissimus D.(ominus) Joseph Torner organista summi templi“ bezeichnet wird. In Trier scheint Torner sich auf Dauer niedergelassen zu haben, der genaue Zeitpunkt seines Zuzugs und seiner Ernennung zum Domorganisten ist unklar. Gemäß dem Trierischen Hof-, Staats- und Stands-Calender von 1760 war Torner nicht nur am Hohen Dom, sondern auch an der Trierer Liebfrauenkirche und in St. Gangolf als Organist tätig. Diese Ämter hatte er bis zu seinem Tod inne. Joseph Nicolaus Torner starb am 8. Mai 1762 im Alter von ca. 62 Jahren in Trier.

## Werk
Neben seinem Beruf als Kirchenmusiker war Torner als Komponist von Kammermusik tätig und schrieb auch Stücke für Einzelinstrumente.
Er veröffentlichte mehrere Werke, von denen jedoch nur sein viertes Opus mit dem Titel A.B.C. per tertiam minorem erhalten blieb, das um 1735 bei dem Augsburger Musikverleger Johann Christian Leopold gedruckt wurde. Hierbei handelt es sich um eine Zusammenstellung von Stücken mit kleiner Terz (Moll). Darin sind acht Zyklen mit Orgelmessen enthalten, die jeweils aus den drei Sätzen Offertorium, Elevatio und Communio bestehen und von Torner in den Tonarten a-, h-, c-, d-, e-, f- und g-Moll komponiert wurden. Außerdem schrieb er ein Concerto in A-Dur und etliche eingängige, melodiöse Stücke in Dur-Tonarten „per tertiam majorem“ mit Titeln wie Toccata ex C, Arietta, Glockenspiel, Gavotte, Aria cantabile, Corrente, Marche und Menuet en Rondeau. Im Kloster Ettal entstand im Jahr 1747 eine seltene Anthologie mit Werken der Barockmusik, in welcher Torners ABC per tertiam minorem zusammen mit Werken von Johann Caspar Ferdinand Fischer (1662–1742) und Felix Gass (1715–1752) enthalten ist.
Der Musikwissenschaftler Felix Friedrich schreibt über Torners Werk: „Torners Kompositionen stellen trotz einer schlichten Satzweise bemerkenswerte Beispiele für einen frühen empfindsamen und galanten Stil des 18. Jahrhunderts dar.“

## Druck
- ABC per tertiam minorem continens octo cantilenas pro Offertorio, tot pro Elevatione et octo pro Communione, quibus ex diversis tonis per tertiam majorem, duodecim toccatae, currentes, atque ariae cantabiles, etc. multum in se continentes … circa finem additae … opus quartum. Johann Christian Leopold, Augsburg 1735 (RISM A/I T 1003). Neu herausgegeben 1997 von Hans-Peter Bähr. Josef Butz, St. Augustin.[6]